# 岡山県道・兵庫県道96号岡山赤穂線

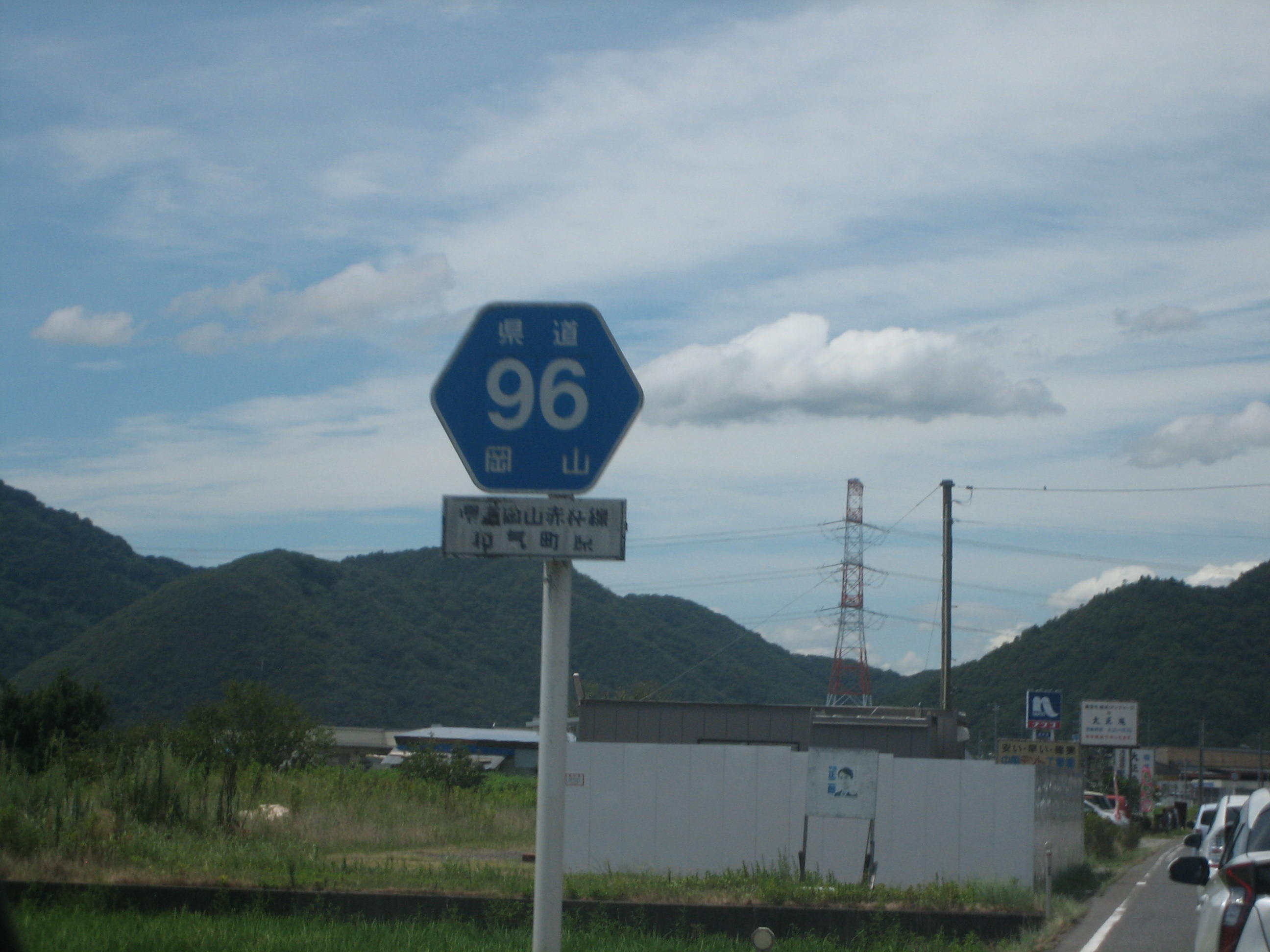
岡山県道・兵庫県道96号岡山赤穂線（和気町原）

岡山県道・兵庫県道96号岡山赤穂線（おかやまけんどう・ひょうごけんどう96ごう おかやまあこうせん）は、岡山県岡山市と兵庫県赤穂市を結ぶ主要地方道（岡山県道・兵庫県道）である。

## 概要
岡山市中区中井 - 岡山市中区土田間は田園地帯・住宅地の中の狭い道である。
岡山市中区中井 - 岡山市中区土田間を除いては改良が進んでいる。
将来は2008年（平成20年）2月に区域編入された岡山市北区学南町二丁目 - 岡山市中区中井間の道（別線）が本線になり、後に、岡山市中区藤原西町一丁目 - 岡山市中区中井間の道は岡山県道219号原藤原線に移行された。

### 路線データ
- 起点：岡山県岡山市北区学南町二丁目・学南町交差点（国道53号交点）
- 終点：兵庫県赤穂市新田・新田交差点（国道250号交点）
- 総延長：約44.7 km
- 実延長：約43.9 km

## 歴史
- 1982年（昭和57年）
  - 4月1日  - 建設省（当時）告示第935号により兵庫県道45号・岡山県道1号赤穂和気瀬戸線（1966年認定）および岡山県道163号瀬戸宿岡山線の全線、岡山県道37号西大寺山陽線の一部を主要地方道に指定する。
  - 12月1日 - 兵庫県が兵庫県道45号岡山赤穂線を路線認定。
- 1983年（昭和58年）3月25日 - 岡山県告示第297号により岡山県道1号・岡山赤穂線が認定される。
- 1993年（平成5年）
  - 5月11日 - 建設省から、県道岡山赤穂線が岡山赤穂線として主要地方道に再指定される[2]。
  - 12月20日 - 兵庫県が岡山赤穂線の整理番号を96へ変更。
- 1994年4月1日 - 岡山県告示第255号により岡山県道96号岡山赤穂線に改称する。これに伴い中国地方の主要地方道で最大番号となり、岡山県道の最小番号も3号井原福山港線へ明け渡す。
- 2005年3月7日 - 沿線に存在した赤磐郡熊山町が赤磐市に移行する。
- 2005年3月22日 - 沿線に存在した和気郡吉永町が備前市に移行する。
- 2007年1月22日 - 沿線に存在した赤磐郡瀬戸町が岡山市に編入される。
- 2008年2月5日 - 岡山県告示第72号により岡山市北区学南町二丁目 - 岡山市中区中井間の道（一部は岡山県道27号岡山吉井線だった）が本路線に編入され、岡山市中区中井以西では二つ経路が存在するようになる。

## 路線状況

### 重複区間
- 岡山県道219号原藤原線（岡山市中区中井）
- 岡山県道81号東岡山御津線（岡山市中区土田）
- 岡山県道79号佐伯長船線別線（岡山市東区瀬戸町鍛冶屋 - 赤磐市松木・松木交差点間）
- 岡山県道254号可真上万富停車場線（岡山市東区瀬戸町万富）
- 国道374号・国道484号（和気郡和気町和気）

### 主な橋梁

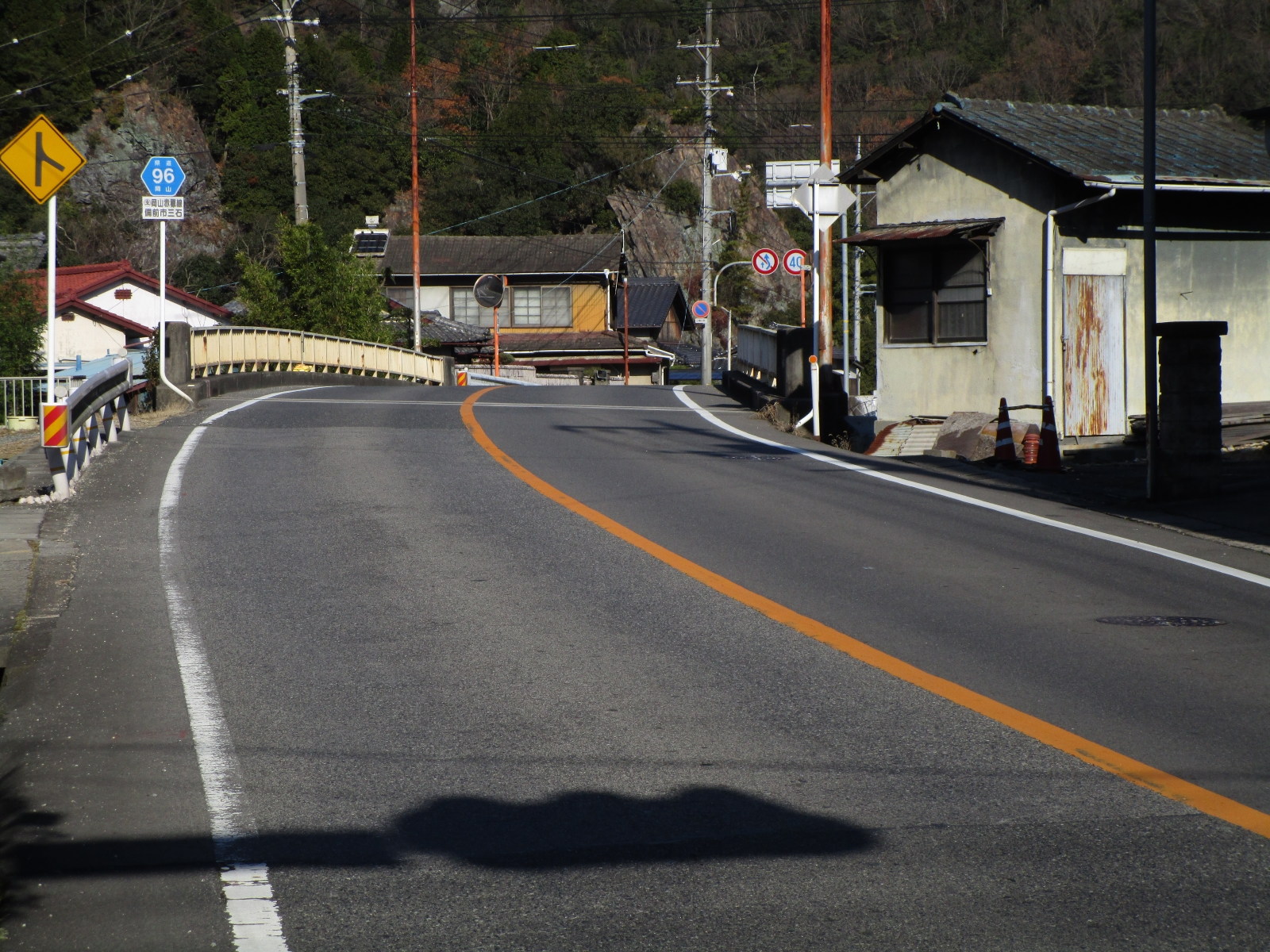
岡山県道・兵庫県道96号岡山赤穂線（備前市三石 新大橋付近）

本線
- 小瀬木橋（小野田川）
- 和気橋（吉井川）

別線
- 岡北大橋（旭川）

### 峠
- 才ノ嵶（岡山市東区藤井 - 岡山市東区瀬戸町宿奥間）
- 帆坂峠（岡山・兵庫県境）

## 地理

### 通過する自治体
- 岡山県
  - 岡山市（中区 - 東区）
  - 赤磐市
  - 和気郡和気町
  - 備前市
- 兵庫県
  - 赤穂市

### 交差する道路
| 交差する道路                                                                                        | 都道府県名 | 市町村名 | 市町村名 | 交差する場所     | 交差する場所          |
| --------------------------------------------------------------------------------------------------- | ---------- | -------- | -------- | ---------------- | --------------------- |
| 国道53号                                                                                            | 岡山県     | 岡山市   | 北区     | 学南町2丁目      | 学南町交差点 / 起点   |
| 岡山県道27号岡山吉井線                                                                              | 岡山県     | 岡山市   | 北区     | 大和町2丁目      | 大和町交差点          |
| 岡山県道28号岡山牛窓線                                                                              | 岡山県     | 岡山市   | 北区     | 京橋町           |                       |
| 岡山県道・兵庫県道96号岡山赤穂線 / バイパス / 岡山環状道路未供用 岡山県道219号原藤原線 重複区間起点 | 岡山県     | 岡山市   | 中区     | 中井             |                       |
| 岡山県道219号原藤原線 重複区間終点 岡山県道384号今在家東岡山停車場線                                | 岡山県     | 岡山市   | 中区     | 中井             | 中井交差点            |
| 岡山県道・兵庫県道96号岡山赤穂線 / バイパス / 岡山環状道路未供用                                    | 岡山県     | 岡山市   | 中区     | 国府市場         |                       |
| 岡山県道81号東岡山御津線 重複区間起点 岡山県道・兵庫県道96号岡山赤穂線 / バイパス                   | 岡山県     | 岡山市   | 中区     | 土田             |                       |
| 岡山県道81号東岡山御津線 重複区間終点                                                               | 岡山県     | 岡山市   | 中区     | 土田             | 土田北交差点          |
| 岡山県道251号馬屋瀬戸線                                                                             | 岡山県     | 岡山市   | 東区     | 瀬戸町笹岡       |                       |
| 岡山県道37号西大寺山陽線                                                                            | 岡山県     | 岡山市   | 東区     | 瀬戸町瀬戸       | 瀬戸橋交差点          |
| 美作岡山道路 岡山県道79号佐伯長船線 / 別線 重複区間起点                                             | 岡山県     | 岡山市   | 東区     | 瀬戸町鍛冶屋     | 瀬戸IC                |
| 岡山県道252号万富吉井線 岡山県道254号可真上万富停車場線 重複区間起点                                | 岡山県     | 岡山市   | 東区     | 瀬戸町万富       |                       |
| 岡山県道254号可真上万富停車場線 重複区間終点                                                        | 岡山県     | 岡山市   | 東区     | 瀬戸町万富       | 万富駅前交差点        |
| 岡山県道79号佐伯長船線 岡山県道79号佐伯長船線 / 別線 重複区間終点 岡山県道403号町苅田熊山線         | 岡山県     | 赤磐市   | 赤磐市   | 松木             | 松木交差点            |
| 岡山県道417号和気吉井線                                                                             | 岡山県     | 和気郡   | 和気町   | 本（ほん）       | 本交差点              |
| 国道374号 重複区間起点 国道484号 重複区間起点                                                       | 岡山県     | 和気郡   | 和気町   | 和気             | 和気橋交差点          |
| 国道374号 重複区間終点 国道484号 重複区間終点                                                       | 岡山県     | 和気郡   | 和気町   | 和気             |                       |
| 岡山県道703号備前柵原自転車道線                                                                     | 岡山県     | 和気郡   | 和気町   | 和気             | [ 注釈 3 ]            |
| 岡山県道181号和気停車場線                                                                           | 岡山県     | 和気郡   | 和気町   | 大田原           |                       |
| 岡山県道263号泉衣笠線                                                                               | 岡山県     | 和気郡   | 和気町   | 泉               | 和気中学校入口交差点  |
| 岡山県道46号和気笹目作東線                                                                          | 岡山県     | 和気郡   | 和気町   | 泉               |                       |
| 岡山県道261号穂浪吉永停車場線 岡山県道・兵庫県道368号吉永下徳久線 重複                              | 岡山県     | 備前市   | 備前市   | 吉永町吉永中     | 吉永交差点            |
| 国道2号                                                                                             | 岡山県     | 備前市   | 備前市   | 三石             |                       |
| 兵庫県道557号大津西有年線                                                                           | 兵庫県     | 赤穂市   | 赤穂市   | 大津             |                       |
| E2 山陽自動車道                                                                                     | 兵庫県     | 赤穂市   | 赤穂市   | 塩屋             | 10 赤穂IC             |
| 国道250号                                                                                           | 兵庫県     | 赤穂市   | 赤穂市   | 新田             | 新田交差点 / 終点     |
| バイパス                                                                                            |            |          |          |                  |                       |
| 岡山県道・兵庫県道96号岡山赤穂線 / 現道 岡山県道219号原藤原線                                       | 岡山県     | 岡山市   | 中区     | 中井             | バイパス起点          |
| 未供用区間                                                                                          |            |          |          |                  |                       |
| 岡山県道・兵庫県道96号岡山赤穂線 / 現道                                                             | 岡山県     | 岡山市   | 中区     | 国府市場         |                       |
| 未供用区間                                                                                          |            |          |          |                  |                       |
| 岡山県道81号東岡山御津線 重複区間起点 岡山県道・兵庫県道96号岡山赤穂線 / 別線 / 岡山環状道路未供用  | 岡山県     | 岡山市   | 中区     | 土田             |                       |
| 岡山県道81号東岡山御津線 重複区間終点 岡山県道・兵庫県道96号岡山赤穂線 / 現道                       | 岡山県     | 岡山市   | 中区     | 土田             | バイパス終点          |
| 別線                                                                                                |            |          |          |                  |                       |
| 岡山県道81号東岡山御津線 岡山県道・兵庫県道96号岡山赤穂線 / バイパス                                | 岡山県     | 岡山市   | 中区     | 土田             | 別線起点              |
| 未供用区間                                                                                          |            |          |          |                  |                       |
| 国道250号 岡山県道383号九蟠東岡山停車場線                                                           | 岡山県     | 岡山市   | 東区     | 宍甘（しじかい） | 宍甘交差点 / 別線終点 |
| 国道250号 岡山県道383号九蟠東岡山停車場線                                                           | 岡山県     | 岡山市   | 中区     | 下               | 宍甘交差点 / 別線終点 |

### 並行する旧街道
備前市三石 - 岡山市東区瀬戸町
- 古代山陽道

なお、この区間はJR山陽本線と併走する。

### 主要施設
本線
- JR山陽本線高島駅
- 岡山県立岡山東支援学校
- 環太平洋大学（神戸女子大学瀬戸短期大学跡地に開学）
- 岡山市東区役所 瀬戸支所
- JR山陽本線瀬戸駅
- 備前瀬戸郵便局
- ハローズ瀬戸店
- 赤磐警察署（旧：瀬戸警察署）
- 岡山県立瀬戸高等学校
- 岡山県立瀬戸中学校
- JR山陽本線万富駅
- キリンビール岡山工場
- 赤磐市役所 熊山支所
- 和気町役場
- 備前市国民健康保険 市立吉永病院
- 備前市役所 三石出張所

別線
- 岡山大学
- 岡山放送本社
- こどもの森
- JR山陽本線西川原駅

### 名所・旧跡・観光地
- 幡多廃寺塔跡（岡山市中区赤田〔あこだ〕）
- 湯迫（ゆば）温泉（岡山市中区湯迫）
- 雄町の冷泉（岡山市中区雄町）
- 瀬戸町郷土館（岡山市東区瀬戸町観音寺）
- 宗堂桜（岡山市東区瀬戸町宗堂）
- 片上鉄道跡地（和気郡和気町和気、現在はサイクリングロードになっている）
- 閑谷学校（備前市閑谷）

### 自然景観
- 旭川
- 百間川
- 吉井川